# 旅遊文學
旅遊文學指內容與旅遊相關的創作。當人們去旅遊時，以文字形式來記錄旅遊，就成了「旅遊文學」。凡是兼具旅遊與文學之成品，如遊記、詩等等，都是「旅遊文學」。

## 西洋
約15、16世紀，地理大發現的時候，旅行文學漸漸冒出頭，在那之前早些時候的「遊記」多為真假參半的怪談或史詩，而真正開始通俗的成為一種敘事文體，則是在18世紀鐵路開始鋪設後了，一直到維多利亞時代(1837-1901)由於當時旅行的風氣大開增進了不少旅遊文學的風氣，如：斐迭客旅行指南，而這件事情又反過來促進旅遊的風氣。
20世紀，由於交通日益進步，旅行文學的產量更是大為增加，如：魂斷威尼斯、印度之旅。

## 中國
自唐代以來就有相當蓬勃的發展，包括遊記小品，紀遊詩、紀遊詞，例如柳宗元的《始得西山宴遊記》。
在這之前多為紀載山川物產的地理誌或藉由別人描述再加以想像之作。
而在唐代，由於文人們大多在被流放時會順便寫寫詩，例如李白的《登金陵鳳凰台》、劉禹錫的《烏衣巷》。
到了宋代，旅行文學開始多元發展，紀遊詞也開始盛行，如王安石的《遊褒禪山記》、蘇軾的《石鐘山記》、蘇轍的《黃州快哉亭記》，這些「借山水，議理論」跟唐代比起來，較為議論化。